# Sport TV

Logo sieci telewizyjnej

Sport TV – portugalska sieć telewizyjna, na którą składa się osiem stacji o tematyce sportowej.

## Historia
Pierwsza stacja telewizyjna powstała w 1998 roku. 1 stycznia 2009 roku Sport TV utworzyła pierwszą portugalską stację nadawaną w wysokiej rozdzielczości. W sierpniu 2008 roku została utworzona stacja Sport.TV4 oraz wszystkie stacje sieci rozpoczęły nadawanie w wysokiej rozdzielczości. Wtedy również została uruchomiona usługa wideo na żądanie – Sport.TV Vod. 1 sierpnia 2013 roku powstała stacja Sport.TV Live oraz powstały nowe usługi dla subskrybentów – MultiScreen i MultiRoom. MultiScreen umożliwia subskrybentom na dostęp do stacji na dwóch urządzeniach w jednym domu. MultiRoom umożliwia dostęp do stacji radiowych smartfonach, tabletach i komputerach osobistych. 5 sierpnia 2016 roku utworzona została stacja Sport.TV+.

## Stacje telewizyjne
Źródło: Sport TV
- Sport.TV+
- Sport.TV1
- Sport.TV2
- Sport.TV3
- Sport.TV4
- Sport.TV5
- Sport.TV África 1
- Sport.TV África 2